# 普天間かおりのぬちぐすいやっさー
『普天間かおりのぬちぐすいやっさー』（ふてんまかおりのぬちぐすいやっさー）は、エフエム世田谷制作で、同局とAMのラジオ福島・琉球放送で放送されているラジオ番組。2019年開始。パーソナリティは普天間かおり。
番組では、毎月月替わりのお題を設け、それに基づいたメールや手紙・X（Twitter）で寄せられた投稿を紹介している。

## 放送日時
（出典：）
- 東京都世田谷区：FM世田谷 毎週月曜12:45-13:00 (生放送) - 制作局。東邦ホールディングス提供
- 福島県：ラジオ福島 毎週土曜18:15-18:30（2023年9月までは日曜18:30-18:45）

普天間はラジオ福島の自社ワイド「かっとびワイド」→「Radio de Show」の金曜レギュラーを務めている。
- 沖縄県：琉球放送 毎週日曜17:45-18:00 - 普天間の出身地。